# Ferrari 125 F1
Der Ferrari 125 F1 war der erste von der Scuderia Ferrari nur für die Automobil-, genauer Formel-1-Weltmeisterschaft als „Einsitzer“ (Monoposto) konzipierte Rennwagen. Er war eine Weiterentwicklung des Ferrari 125 S und wurde von Enzo Ferrari zusammen mit den Konstrukteuren Valerio Colotti und Gioacchino Colombo entwickelt. Ursprünglich hatte der Wagen die Bezeichnung 125 GPC für „Gran Premio Città“ oder „Grand Prix Compressore“.

## Entwicklung des Wagens
Die ersten Skizzen für einen Formel-1-Ferrari (damals „Formula-Grand-Prix“) entstanden in den frühen Nachkriegsjahren des Zweiten Weltkrieges und stammten von Giuseppe Busso. Als Gioacchino Colombo von Alfa Romeo zu Ferrari wechselte, verwarf er Bussos Entwürfe und entwickelte ein eigenes Konzept. Speziell um die Gestaltung der Hinterachse gab es Differenzen zwischen den beiden Konstrukteuren: Bussos Entwurf sah eine De-Dion-Achse vor, während Colombo den Einbau einer Pendelachse favorisierte. Ferrari entschied sich für die Variante Colombos, obwohl Tazio Nuvolari, der oft in Maranello war, mehrfach von den „großartigen Eigenschaften“ der De-Dion-Achsen sprach, die er noch von den Auto Union Typ C aus der Vorkriegszeit kannte. Diese Meinungsverschiedenheiten veranlassten Busso, Ferrari zu verlassen, um zu Alfa zu wechseln.
Der 125 F1 hatte eine Schneckenlenkung mit Zahnradsektor sowie Trommelbremsen an allen Rädern, dem damaligen Stand der Technik entsprechend. Der ursprüngliche Radstand von 2160 mm wurde bei der Neugestaltung von 1949 auf 2320 mm erhöht. Das Fahrgestell war ein Rohrrahmen mit Querträgern. Es stammte wie auch die Konstruktion des Getriebes von Valerio Colotti.
Das ursprüngliche Chassis ist verloren gegangen (es wurde für einen Ferrari 275F1 verwendet), aber eine exakte Nachbildung des originalen Colombo-Motors befindet sich derzeit im Museo Ferrari in Maranello.

## Entwicklung des Motors

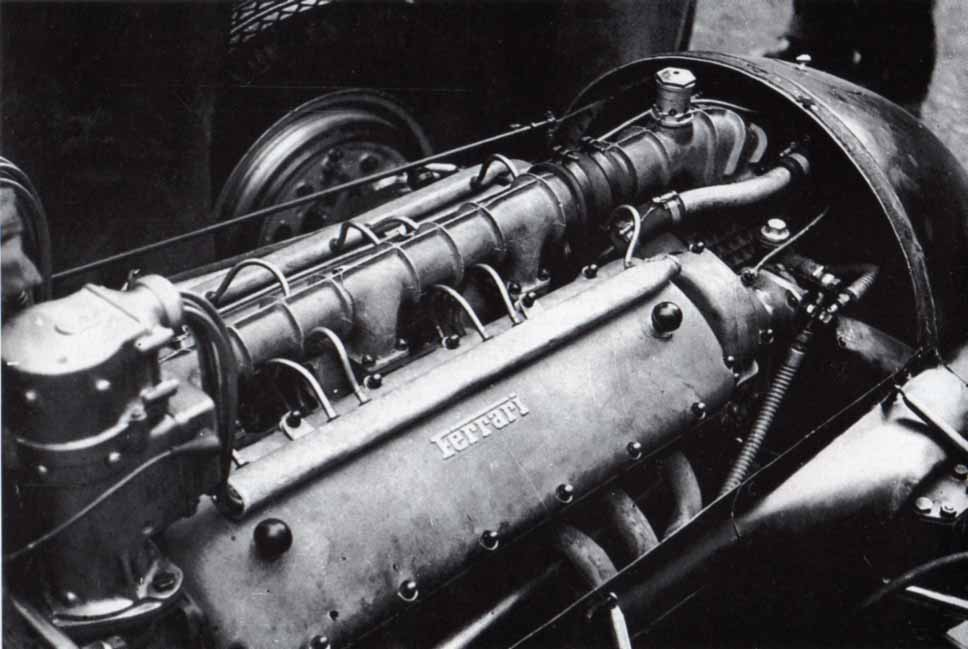
Der Ferrari-125-F1-Motor in der ersten Version. Das Foto wurde während der Tests des Großen Preises von Italien 1948 aufgenommen.

Der 125 F1 wurde in seiner ersten Version von einem von Colombo entworfenen 1,5-Liter-V12-Motor (1497 cm³) mit einem Zylinderbankwinkel von 60° angetrieben. Der Motor hatte zwei Ventile pro Zylinder, eine einzelne obenliegende Nockenwelle in jeder Zylinderbank und einen Weber-40DOC3- oder 50WCF-Vergaser. Mit einem Verdichtungsverhältnis von nur 6,5 : 1 leistete der durch einen einstufigen Roots-Gebläse aufgeladene Motor 230 PS (169 ; 227 PS) bei 7000/min.
Mit diesem Konzept konnte er jedoch nicht die erforderliche Leistung erzeugen, um mit dem starken Achtzylinder des Alfa Romeo 158 und dem Vierzylinder-Maserati-4CLT mitzuhalten. Starke fahrerische Leistungen und ein agiles Fahrwerk ermöglichten es Ferrari jedoch, bei seinem ersten Einsatz beim Großen Preis von Italien im Parco del Valentino in Turin am 5. September 1948 mit Raymond Sommer den dritten Platz zu belegen.
Für 1949 wurde der Motor mit zwei obenliegenden Nockenwellen (jedoch immer noch zwei Ventilen pro Zylinder) und einem zweistufigen Lader weiter modifiziert. Diese Kombination gab dem Auto eine bessere Spitzenleistung und die daraus resultierenden 260–280 PS (191–206 kW; 256–276 PS) ermöglichten fünf Grand-Prix-Siege.
Die Entwicklung wurde im folgenden Jahr fortgesetzt, die problematischen Kompressoren wurden zugunsten eines größeren Hubraums fallen gelassen, und der „275“-Motor von Aurelio Lampredi (3,3 Liter) ersetzte den ursprünglichen Colombo-Motor (1,5 Liter).

## Bewertung
Die Entwicklung des von Enzo Ferrari selbst gewünschten Zwölfzylinders war von Anfang an äußerst kompliziert. Insbesondere in der aufgeladenen Version erwies er sich als umständlich, schwer, gehandicapt durch übermäßigen Kraftstoffverbrauch und einen regelmäßigen Leistungsverlust bei hohen Drehzahlen durch „Ziehen“ des Kompressors. Theoretisch hätte der V12 eine Höchstdrehzahl von 10.000/min erreichen können, in der Praxis waren es jedoch nie mehr als 7500/min, da keine ausreichende Zündung vorhanden war. Ungefähr ein Jahr nach seiner Vorstellung erschien eine aktualisierte Version des 125 F1 mit zwei Roots-Kompressoren und zwei Nockenwellen pro Zylinderbank, die von Zahnrädern angetrieben wurden. Das war der Versuch, Alfa Romeo und Maserati entgegenzutreten, die deutlich stärkere Motoren hatten. Auch der Radstand wurde verlängert und der Kraftstofftank vergrößert, um konkurrenzfähiger zu werden.
Für die Saison 1950 modifizierte der neue Chefingenieur Aurelio Lampredi den Wagen weiter: Er verwarf die Pendelachse zugunsten einer De-Dion-Hinterachse. Ein neues Vierganggetriebe wurde mit dem Differential gemeinsam in einem Gehäuse an der Hinterachse eingebaut, und die Motorleistung konnte auf 280 PS (147 kW) gesteigert werden. Auch äußerlich gab es einige Änderungen, die dazu führten, dass der Wagen dem später eingeführten 375F1 ähnelte.

## Galerie

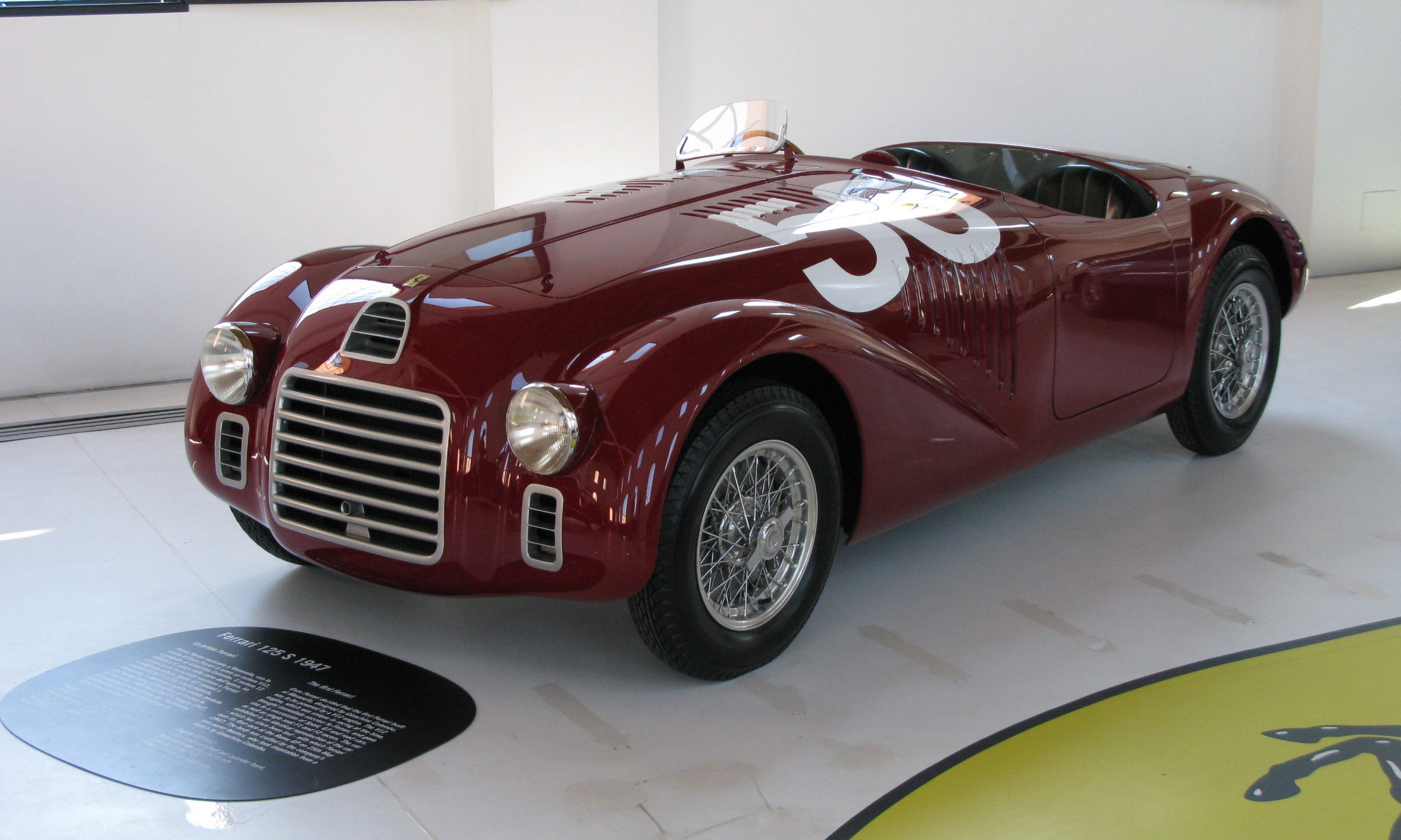
Ferrari 125 S: Der Zweisitzer in „Barchetta“-Bauweise war der direkte Vorgänger des Formel-1-Monoposto
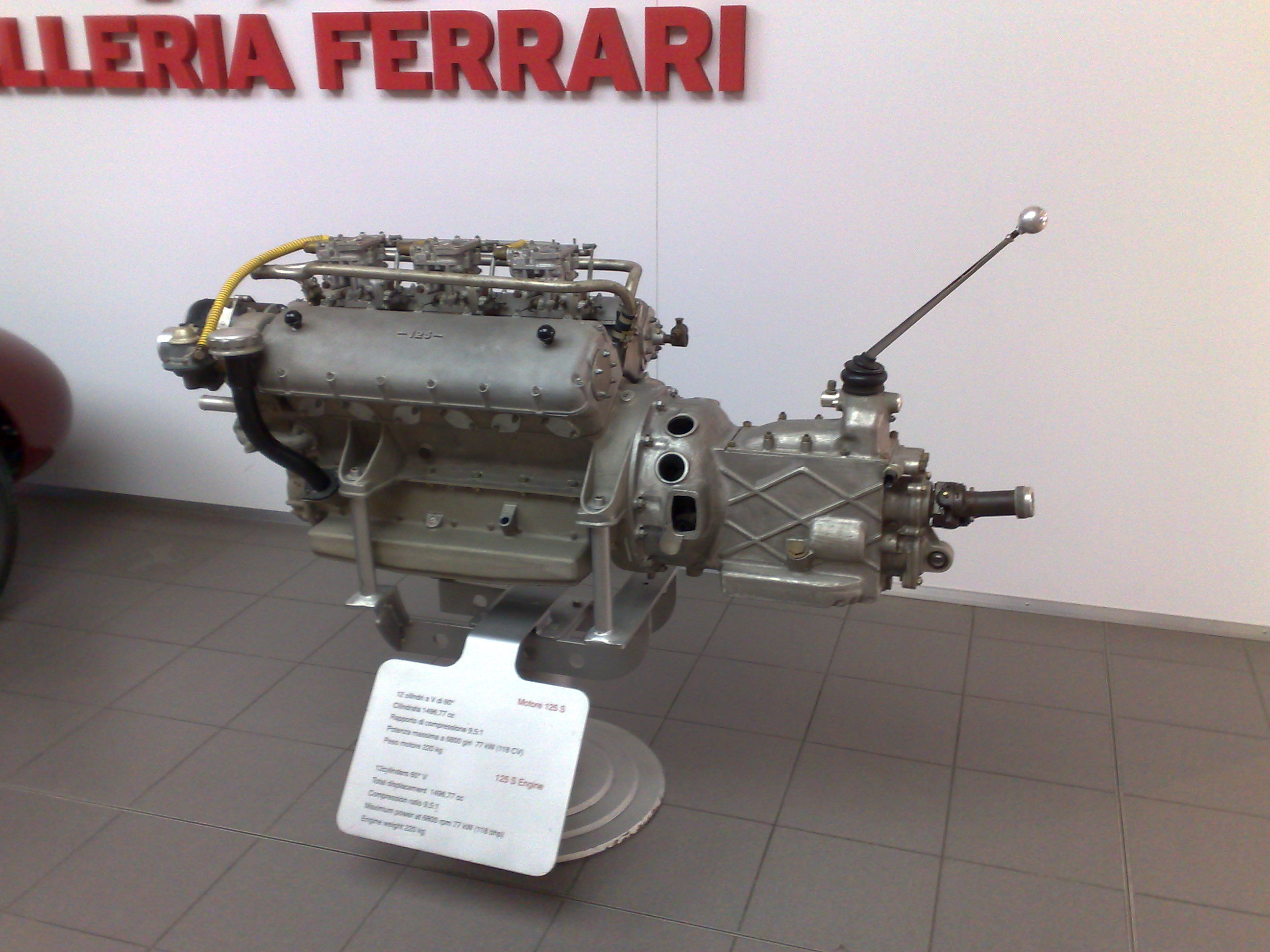
Der Saugmotor (3300 cm³) des 125 S, der im 125 F1 durch einen Kompressormotor (1500 cm³) ersetzt wurde
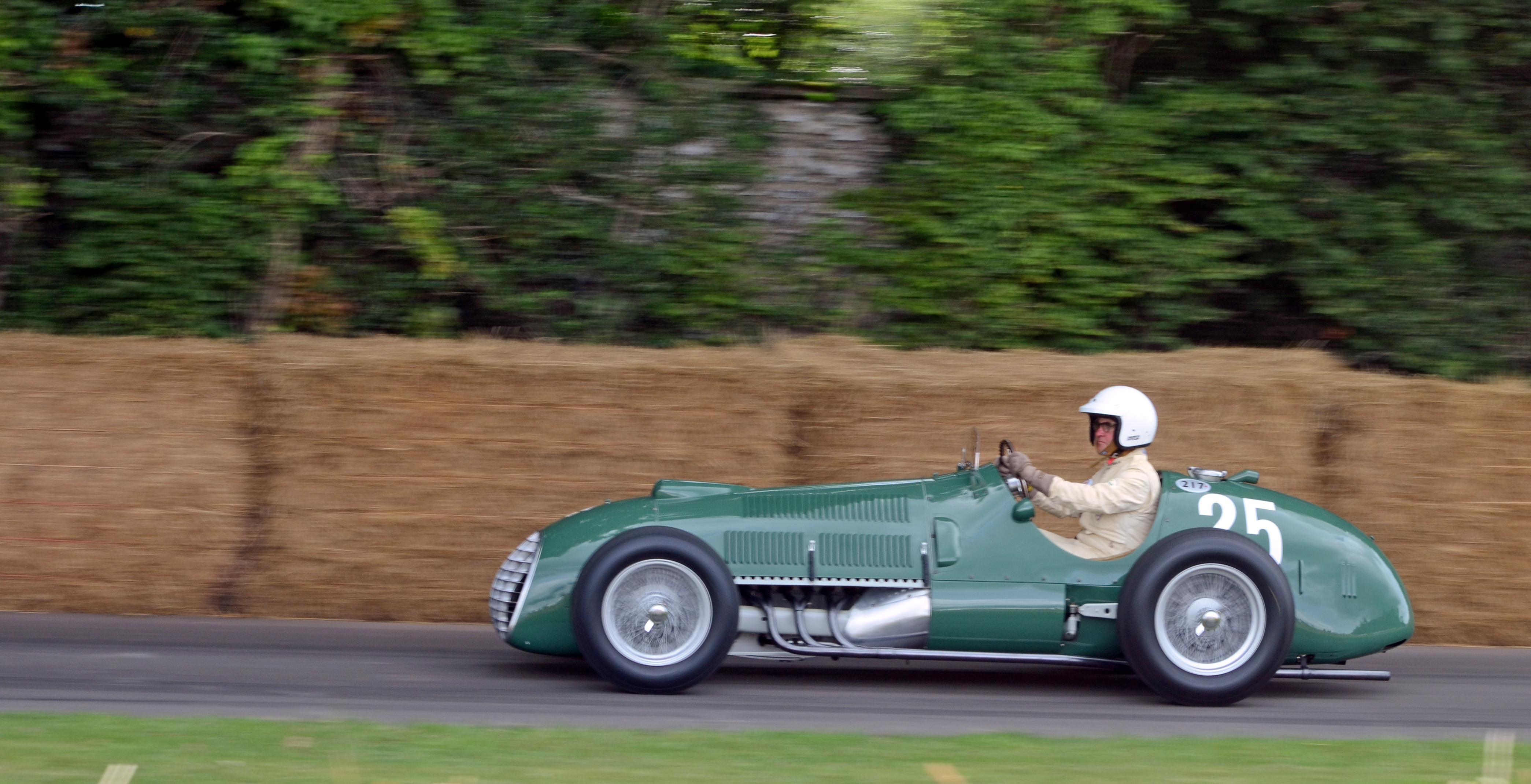
Ein 125 F1 beim Goodwood Festival of Speed 2017.
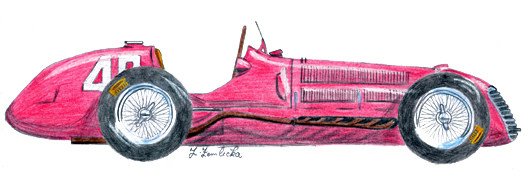
Skizze der Seitenansicht

## Statistik

### Rennhistorie
Der 125 F1 debütierte am 5. September 1948 beim Grand Prix von Italien in Turin. Drei Autos wurden eingesetzt, die von Prinz Bira, Nino Farina und Raymond Sommer gefahren wurden. Sommer qualifizierte sich für die erste Startreihe (damals aus vier Fahrzeugen bestehend) und konnte den dritten Platz im Rennen belegen. Bira schied mit Getriebeschaden aus, Farina hatte einen Unfall.
Mit dem 125 F1 errangen sowohl das Werksteam der Scuderia als auch einige Privatfahrer Siege in verschiedenen Rennserien:
| Jahr | Datum         | Serie          | Rennen                             | Ort/Strecke    | Fahrer          |
| ---- | ------------- | -------------- | ---------------------------------- | -------------- | --------------- |
| 1948 | 24. Oktober   | Grand Prix     | Circuito del Garda                 | Salò           | Giuseppe Farina |
| 1949 | 3. Juli       | Grande Épreuve | Großer Preis der Schweiz           | Bremgarten     | Alberto Ascari  |
| 1949 | 31. Juli      | Grand Prix     | Großer Preis von Zandvoort         | Zandvoort      | Luigi Villoresi |
| 1949 | 20. August    | Grand Prix     | Daily Express International Trophy | Silverstone    | Alberto Ascari  |
| 1949 | 11. September | Grande Épreuve | Großer Preis von Italien           | Monza          | Alberto Ascari  |
| 1949 | 25. September | Grand Prix     | Großer Preis der Tschechoslowakei  | Brünn          | Peter Whitehead |
| 1950 | 13. Juli      | [ 5 ]          | Jersey Road Race                   | Saint Helier   | Peter Whitehead |
| 1950 | 12. August    | [ 6 ]          | Ulster Trophy                      | Dundrod        | Peter Whitehead |
| 1950 | 1. Oktober    | Formula Libre  | Interstate Race                    | Interlagos     | Chico Landi     |
| 1951 | 27. Januar    | Formula Libre  | Großer Preis von São Paulo         | Interlagos     | Chico Landi     |
| 1951 | 20. Mai       | [ 10 ]         | Governador Noguera Garcez Race     | Interlagos     | Chico Landi     |
| 1951 | 28. Juni      | [ 11 ]         | Bõa Vista Grand Prix               | Rio de Janeiro | Chico Landi     |

### Komplette Ergebnisse in der Automobil-Weltmeisterschaft
| Jahr | Motor                  | Reifen | Fahrer          | Rennen | Rennen | Rennen | Rennen | Rennen | Rennen | Rennen | Rennen |
| ---- | ---------------------- | ------ | --------------- | ------ | ------ | ------ | ------ | ------ | ------ | ------ | ------ |
|      |                        |        |                 |        |        |        |        |        |        |        |        |
| 1950 | Ferrari 125 F1 1.5 V12 | D      | Peter Whitehead |        | DNS    |        |        |        | 3      | 7      |        |
| 1950 | Ferrari 125 F1 1.5 V12 | P      | Luigi Villoresi |        | DNF    |        | DNF    | 6      |        |        |        |
| 1950 | Ferrari 125 F1 1.5 V12 | P      | Alberto Ascari  |        | 2      |        | DNF    |        |        |        |        |
| 1950 | Ferrari 125 F1 1.5 V12 | P      | Raymond Sommer  |        | 4      |        |        |        |        |        |        |
|      |                        |        |                 |        |        |        |        |        |        |        |        |
| 1951 | Ferrari 125 F1 1.5 V12 | D      | Peter Whitehead | DNF    |        |        | DNF    |        |        |        |        |
| 1951 | Ferrari 125 F1 1.5 V12 | P      | Peter Whitehead |        |        |        |        |        |        | DNF    |        |
|      |                        |        |                 |        |        |        |        |        |        |        |        |
| 1952 | Ferrari 166 F2 2.0 V12 | D      | Peter Whitehead |        |        |        |        | 10     |        |        | DNQ    |

Quelle: Steve Small: The Guinness Complete Grand Prix Who's Who (1994). Guinness, 1994, ISBN 0-85112-702-9, S. 37, 357, 388 and 400.

### Nachkriegs Grandes-Épreuves-Ergebnisse
| Jahr | Team             | Motor                  | Fahrer          | Rennen                 | Rennen  | Rennen     | Rennen     | Rennen                 |
| ---- | ---------------- | ---------------------- | --------------- | ---------------------- | ------- | ---------- | ---------- | ---------------------- |
|      |                  |                        |                 | Monaco                 | Schweiz | Frankreich | Italien    | Vereinigtes Konigreich |
| 1948 | Scuderia Ferrari | Ferrari 125 F1 1.5 V12 | Raymond Sommer  |                        |         |            | 3          | DNA                    |
| 1948 | Scuderia Ferrari | Ferrari 125 F1 1.5 V12 | Prinz Bira      |                        |         |            | NC         |                        |
| 1948 | Scuderia Ferrari | Ferrari 125 F1 1.5 V12 | Giuseppe Farina |                        |         |            | DNF        | DNA                    |
|      |                  |                        |                 | Vereinigtes Konigreich | Belgien | Schweiz    | Frankreich | Italien                |
| 1949 | Scuderia Ferrari | Ferrari 125 F1 1.5 V12 | Alberto Ascari  |                        | 3       | 1          | WD         | 1                      |
| 1949 | Scuderia Ferrari | Ferrari 125 F1 1.5 V12 | Luigi Villoresi |                        | 2       | 2          | DNF        | DNF                    |
| 1949 | Scuderia Ferrari | Ferrari 125 F1 1.5 V12 | Felice Bonetto  |                        |         |            |            | DNF                    |
| 1949 | Scuderia Ferrari | Ferrari 125 F1 1.5 V12 | Raymond Sommer  |                        |         |            |            | 5                      |
| 1949 | Scuderia Ferrari | Ferrari 125 F1 1.5 V12 | Dudley Folland  | 8*                     |         |            |            |                        |
| 1949 | Privatfahrer     | Ferrari 125 F1 1.5 V12 | Peter Whitehead | 8*                     |         | 9          |            |                        |
| 1949 | Privatfahrer     | Ferrari 125 F1 1.5 V12 | Peter Whitehead |                        | 4       |            | 3          | DNF                    |

* Punkteteilung durch Fahrerwechsel auf dem gleich Fahrzeug. (engl.: „Shared drive“)
| Legende  | Legende            | Legende                                                          |
| Farbe    | Abkürzung          | Bedeutung                                                        |
| -------- | ------------------ | ---------------------------------------------------------------- |
| Gold     | –                  | Sieg                                                             |
| Silber   | –                  | 2. Platz                                                         |
| Bronze   | –                  | 3. Platz                                                         |
| Grün     | –                  | Platzierung in den Punkten                                       |
| Blau     | –                  | Klassifiziert außerhalb der Punkteränge                          |
| Violett  | DNF                | Rennen nicht beendet (did not finish)                            |
| Violett  | NC                 | nicht klassifiziert (not classified)                             |
| Rot      | DNQ                | nicht qualifiziert (did not qualify)                             |
| Rot      | DNPQ               | in Vorqualifikation gescheitert (did not pre-qualify)            |
| Schwarz  | DSQ                | disqualifiziert (disqualified)                                   |
| Weiß     | DNS                | nicht am Start (did not start)                                   |
| Weiß     | WD                 | zurückgezogen (withdrawn)                                        |
| Hellblau | PO                 | nur am Training teilgenommen (practiced only)                    |
| Hellblau | TD                 | Freitags-Testfahrer (test driver)                                |
| ohne     | DNP                | nicht am Training teilgenommen (did not practice)                |
| ohne     | INJ                | verletzt oder krank (injured)                                    |
| ohne     | EX                 | ausgeschlossen (excluded)                                        |
| ohne     | DNA                | nicht erschienen (did not arrive)                                |
| ohne     | C                  | Rennen abgesagt (cancelled)                                      |
| ohne     | keine WM-Teilnahme |                                                                  |
| sonstige | P/fett             | Pole-Position                                                    |
| sonstige | 1/2/3/4/5/6/7/8    | Punktplatzierung im Sprint-/Qualifikationsrennen                 |
| sonstige | SR/kursiv          | Schnellste Rennrunde                                             |
| sonstige | *                  | nicht im Ziel, aufgrund der zurückgelegten Distanz aber gewertet |
| sonstige | ()                 | Streichresultate                                                 |
| sonstige | unterstrichen      | Führender in der Gesamtwertung                                   |